# Astacilla corniger
Astacilla corniger är en kräftdjursart som först beskrevs av Stebbing 1873.  Astacilla corniger ingår i släktet Astacilla och familjen Arcturidae. Inga underarter finns listade i Catalogue of Life.